# Pareiorhaphis bahianus
Pareiorhaphis bahianus is een straalvinnige vissensoort uit de familie van de harnasmeervallen (Loricariidae). De wetenschappelijke naam van de soort is voor het eerst geldig gepubliceerd in 1947 door Gosline.